# Ndutu 1

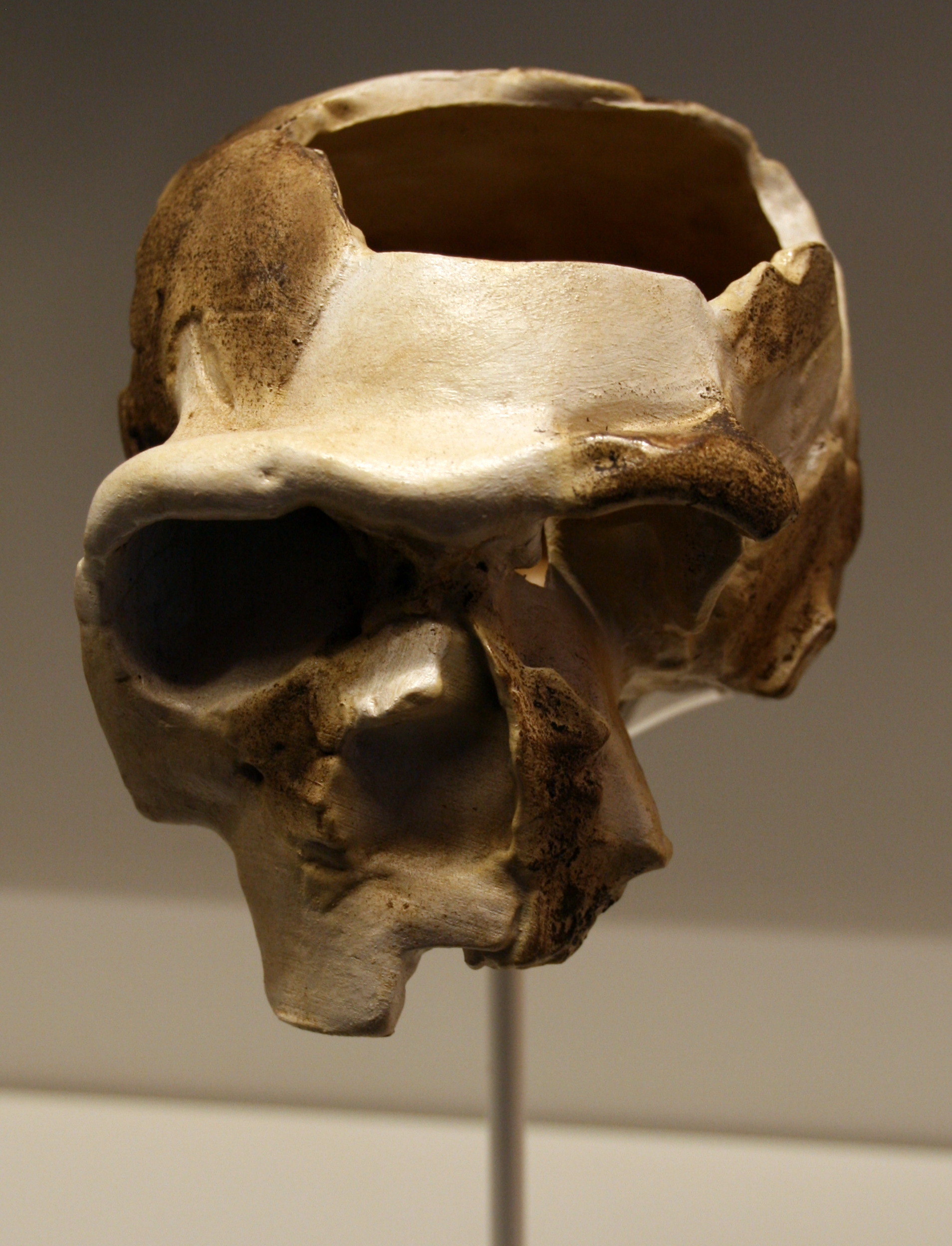
Ndutu 1 (Nachbildung)

Ndutu 1 ist die Bezeichnung für einen teilweise erhaltenen homininen Schädel einer vermutlich erwachsenen Frau, der im Jahr 1973 südlich der Serengeti, am Ufer des Ndutu-Sees in Tansania, als Oberflächenfund geborgen wurde. Dem Fossil wird aufgrund der geologischen Schicht, aus der heraus er erodiert war, ein Alter von 400.000 bis 200.000 Jahren zugeschrieben.
Das Fossil wurde 1976 von Ronald J. Clarke zunächst als Homo erectus interpretiert, 1983/84 jedoch von Günter Bräuer und Philip Rightmire dem archaischen Homo sapiens zugerechnet. Heute wird der Schädel aufgrund seines Alters von einigen Forschern zeitlich vor dem archaischen Homo sapiens eingeordnet und daher teils auch als später Homo heidelbergensis, teils als später Homo rhodesiensis angesehen. Die Besonderheiten der anatomischen Merkmale des Schädels, deren jeweilige Gewichtung die Ursache für die unterschiedlichen Zuordnungen zu einer Art der Gattung Homo ist, gelten als wertvolle Belege für die Veränderung der Merkmale bei den frühen Verwandten des anatomisch modernen Menschen im Übergang von der „ursprünglichen“ zur „fortschrittlichen“ Gestalt.
Das Innenvolumen des Schädels beträgt rund 1100 cm³ (zum Vergleich: heutiger Mensch ca. 1500 cm³). Verwahrort des Fossils ist das Nationalmuseum von Tansania in Daressalam.

## Belege
1. ↑  Eintrag Ndutu 1 in: Bernard Wood: Wiley-Blackwell Encyclopedia of Human Evolution. 2 Bände. Wiley-Blackwell, Chichester u. a. 2011, ISBN 978-1-4051-5510-6.
2. ↑  Ronald J. Clarke: New cranium of Homo erectus from Lake Ndutu, Tanzania. In: Nature. Band 262, 1976, S. 485–487, doi:10.1038/262485a0.